# Фордоаш (Луїзіана)
Фордоаш (англ. Fordoche) — місто (англ. town) в США, в окрузі Пуант штату Луїзіана. Населення — 910 осіб (2020).

## Географія
Фордоаш розташований за координатами 30°35′39″ пн. ш. 91°37′5″ зх. д. / 30.59417° пн. ш. 91.61806° зх. д. (30.594028, -91.617919).  За даними Бюро перепису населення США в 2010 році місто мало площу 6,30 км², уся площа — суходіл.

## Демографія
Згідно з переписом 2010 року, у місті мешкало 928 осіб у 374 домогосподарствах у складі 280 родин. Густота населення становила 147 осіб/км².  Було 394 помешкання (63/км²).
Расовий склад населення:
| - 90,2 % — білих - 8,5 % — чорних або афроамериканців - 0,5 % — азіатів |

До двох чи більше рас належало 0,3 %. Частка іспаномовних становила 0,3 % від усіх жителів.
За віковим діапазоном населення розподілялося таким чином: 22,4 % — особи молодші 18 років, 63,7 % — особи у віці 18—64 років, 13,9 % — особи у віці 65 років та старші. Медіана віку мешканця становила 43,1 року. На 100 осіб жіночої статі у місті припадало 91,3 чоловіків;  на 100 жінок у віці від 18 років та старших — 91,0 чоловіків також старших 18 років.
Середній дохід на одне домашнє господарство  становив 64 664 долари США (медіана — 51 875), а середній дохід на одну сім'ю — 68 140 доларів (медіана — 52 386). За межею бідності перебувало 8,3 % осіб, у тому числі 7,9 % дітей у віці до 18 років та 3,6 % осіб у віці 65 років та старших.
Цивільне працевлаштоване населення становило 338 осіб. Основні галузі зайнятості: освіта, охорона здоров'я та соціальна допомога — 19,8 %, будівництво — 19,8 %, публічна адміністрація — 15,7 %.